# سيجني هويل
سيجني هويل (بالنرويجية البوكمول: Signe Howell)‏ هي عالمة الإنسان وبروفيسورة نرويجية، ولدت في 15 يوليو 1942 في تين في النرويج.